# Maximilian Kuen
Maximilian Kuen (Kufstein, 26 de maig de 1992) és un ciclista austríac, professional des del 2012 fins al 2021.

## Palmarès
- 2010
  -  Campió d'Àustria júnior en contrarellotge en ruta
- 2015
  - 1r a la Rund um Sebnitz
  - 1r  Classificació muntanya a la Fletxa del sud
- 2018
  - 1r  Classificació muntanya del Gran Premi ciclista de Gemenc